# Andrés Alencastre Gutiérrez
Andrés Alencastre Gutiérrez, también Kilku Warak’a o Killku Warak'a (Hacienda de Parq’o, provincia de Canas, departamento del Cusco, Perú, 1909 – Pacobamba, provincia de Canas, 1 de agosto de 1984) fue un hacendado, profesor, poeta y escritor peruano que escribió en quechua cuzqueño y español. José María Arguedas lo consideró el poeta quechua más importante del siglo XX.

## Vida y labor literaria
Andrés Alencastre nació en 1909 en la hacienda de su padre en Parq’o a orillas del lago Langui. Aprendió en una escuela primaria unidocente, después en el Cusco en el parroquial Salesianos y el Colegio Nacional de Ciencias hasta 1929. En 1921 a su padre Leopoldo lo mataron en una rebelión campesina.
Desde 1940 hasta 1945 estudió educación en la Universidad Nacional de San Antonio Abad del Cusco y se graduó con la tesis “La alfabetización en el Perú”. Entonces escribió sus primeros huaynos, Puna desolada, Maizalito quebradino y En la laguna de Layo, y otros. Su primera obra de teatro Pongo Killkito, que había escrito en quechua, fue representada en algunas comunidades quechuas y recibida con entusiasmo. Por su poema Illimani ganó el primer premio de poesía quechua en Bolivia. Alencastre escribía con el seudónimo quechua Kilku Warak’a (Kilku, Andresito, warak’a, honda).
Impartió el curso de castellano en el colegio nacional Mateo Pumacahua de Sicuani, donde había enseñado antes José María Arguedas. Después fue titular de la cátedra de quechua en el Cusco. En 1953 se graduó de doctor en letras con la tesis “Fonética, semántica y sintaxis del quechua”. Ya desde aquella tesis, fue el primer quechuista en proponer una ortografía plenamente fonemática (y, por tanto, trivocálica) para las lenguas quechua y aimara. Asimismo, formó parte del grupo fundador de la Academia Peruana de la Lengua Quechua y fue su primer presidente, aunque subsecuentemente fue relegado por los demás miembros de tal organización.
En 1950 publicó sus obras dramáticas Los arrieros, Ch’allakuy, El ayllu de Qhapatinta, El pongo Killkito y Los cumpleaños de Catita en un libro con el título Dramas y comedias del Ande. En 1952 salió el libro Taki Parwa (flor de canciones) con treinta poemas en quechua cusqueño que tratan de la naturaleza, los apus y el amor. Siguieron los poemarios quechuas Taki Ruru (fruto de canciones) con 32 poemas en 1960 y Yawar Para (lluvia de sangre) en 1972.
Después de retirarse de la universidad, se trasladó a “El Descanso”, una casa de su familia en los páramos de Canas. El 1 de agosto de 1984, campesinos descontentos, en una disputa de tierras, lo mataron en una choza en Pacobamba, donde se había parapetado y armado con un fusil, y mutilaron su cuerpo.

## Recepción de su obra
En 1955, José María Arguedas expresó su sorpresa sobre el autor y Taki parwa: “Este poemario puede ser considerado como la contribución más importante a la literatura quechua desde el siglo XVIII. Es comparable con el Ollantay en cuanto al dominio del autor sobre el idioma. Creíamos que tal dominio era ya inalcanzable para el hombre actual del habla quechua.”

## Obras

### Poesía en quechua
- Taki parwa (Cusco, 1952)
- Taki ruru (Cusco, 1964)
- Yawar para (Cusco, 1972)

### con traducción al castellano
- Kilku Warak'a: Taki parwa. Traducción al castellano de Odi Gonzales. Biblioteca Municipal del Cusco, 2008.

### Lingüística
- Fonética, semántica y sintaxis quechua (Cusco, 1953)
- "Escritura fonética del quechua y del aimara" (Revista Universitaria, número 106, Cusco, 1954)

### Dramas
- Dramas y comedias del Ande (Cusco, 1955)
- Cállaky
- El pongo Kilkito